# Souboj (Star Trek: Discovery)
Souboj (též Bitva u dvojhvězdy (Netflix), v anglickém originále Battle at the Binary Stars) je druhý díl první řady seriálu Star Trek: Discovery, jehož děj přímo navazuje na úvodní epizodu „Návrat Klingonů“. Zveřejněn byl 24. září 2017 na internetové platformě CBS All Access.

## Děj
V krátkém prologu je vidět scéna z minulosti, ve které se Michael Burnhamová poprvé ocitla na palubě USS Shenzhou. Zpátky v přítomnosti vstoupí do prostoru před USS Shenzhou 24 klingonských lodí. To je počet, který má klingonská rada a podle Burnhamové se někdo snaží obnovit klingonskou říši. Kapitánka Philippa Georgiou ignoruje její sdělení a nechá ji zatknout.
Mezi přilétnuvšími klingonskými plavidly probíhá rozhovor, ve kterém se členové rady snaží zjistit, jaké plány má T'Kuvma. Ten se už od mala cítí být Kahlessovým vyvoleným a chce Klingony sjednotit tím, že vyhlásí válku Spojené federaci planet. Jediný Kol odmítne a přísahá mu pomstu. Vzápětí se z warpu vynoří velké množství federačních lodí a Klingoni přestanou rušit komunikaci. Georgiou jim pošle zprávu, ale ta Klingony ještě víc rozzuří a zahájí palbu. V následné bitvě utrpí USS Shenzhou těžké škody včetně protržení trupu, poté přijde o štíty i impulsní pohon. Loď začne být přitahována do pole asteroidů, naštěstí se těsně před nárazem objeví USS Europa a vlečným paprskem ji odvleče do bezpečí. Admirál Brett Anderson poté vyjedná s Klingony zastavení palby, T'Kuvma ovšem se zamaskovanou lodí do Europy narazí a ta exploduje.
Bitva skončí nerozhodně, všechny nepoškozené klingonské a federační lodě odletí pryč. Shenzhou toho není schopna a tak Saru navrhne, aby raketoplán dopravil fotonové torpédo k T'Kuvmově plavidlu a odpálil ho ručně. Proti tomu se postaví Burnhamová, která se mezitím dostala z cely, s konstatováním, že T'Kuvmova násilná smrt by z něj udělala mučedníka. Místo toho navrhne T'Kuvmu zajmout živého, čímž by Federace měla šanci vyjednat s Klingony příměří. A sama se nabídne, že úkol provede.
Když T'Kuvmovo plavidlo začne shromažďovat všechny mrtvé Klingony z okolního prostoru, Saru k jednomu z nich připevní bombu, která následně exploduje a T'Kuvmovu plavidlu tím vyřadí zbraně, štíty i pohon. Georgiou i Burnhamová se transportují na klingonské plavidlo a pokusí se T'Kuvmu zajmout, ten ovšem v osobním souboji kapitánku zabije. Burnhamová neodolá touze po pomstě a T'Kuvmu zastřelí. Saru nedokáže zachytit biosignál Georgiou a tak transportuje pryč pouze Burnhamovou. Neopravitelnou Shenzhou opustí její posádka v záchranných modulech. Burnhamová je obžalována ze zanedbání služby, z napadení důstojníka a ze vzpoury, za což je zbavena hodnosti a odsouzena k odnětí svobody na doživotí.